# DLA0817g
DLA0817g, còn được gọi là Wolfe Disk , là một thiên hà nằm trong chòm sao Cự Giải, cách 12.276 tỷ năm ánh sáng (3.764 tỷ parsec) từ Trái đất.
Được phát hiện vào năm 2017 bằng cách sử dụng các quan sát được thực hiện với Atacama Large Millim Array (ALMA), nó đã được nghiên cứu với đài quan sát Karl G. Jansky Very Large Array (JVLA) và Kính viễn vọng Không gian Hubble.
Đó là một thiên hà đĩa quay lớn, với khối lượng xấp xỉ 72 tỷ khối lượng mặt trời, có niên đại từ rất sớm trong dòng đời của vũ trụ, khoảng 1,5 tỷ năm sau Vụ nổ lớn. Điều này mâu thuẫn với các mô hình trước đó mô tả sự hình thành và tiến hóa của các thiên hà và thấy trước sự gia tăng dần dần và tăng dần về kích thước của thiên hà.
Mặt khác, thiên hà này đã đạt được những đặc điểm xuất hiện sớm so với tuổi của nó. Tốc độ quay của nó, khoảng 272 km/s (610.000 mph), cũng tương đương với thiên hà trưởng thành như dải ngân hà của chúng ta. Nó có biệt danh là thiên hà Wolfe hay đĩa Wolfe để vinh danh Arthur M. Wolfe, nhà vật lý thiên văn người Mỹ, một trong những người phát hiện ra hiệu ứng Sachs-Wolfe.